# Tchervona Routa (festival)
Pour les articles homonymes, voir Tchervona Routa (homonymie).
Tchervona Routa (ukrainien: Червона рута) est un festival biennal de musique ukrainienne folkorique et pop  fondé en 1989. Le festival tire son nom de la chanson éponyme ukrainienne Tchervona Routa.

## Historique et concept
La première édition du festival se déroule du 17 au 24 septembre 1989 à Tchernivtsi, dans un contexte de résurgence des identités nationales en Union soviétique sous la Perestroïka.
L'idée du festival trouve son origine dans un article du journaliste Ivan Lepcha publié dans Molod' Oukraïni le 27 décembre 1987, dans lequel il déplore la condescendance et le mépris avec lesquels sont traités par le système les artistes nationaux et folkoriques, à l'instar de Volodymyr Ivassiouk, qui ne fut jamais admis au sein de l'Union des compositeurs soviétiques malgré le succès planétaire de sa chanson Tchervona Routa. 
Dans le même article, Lepcha propose la tenue d'un festival annuel qui s'intitulerait Tchervona Routa en l'honneur de Volodymyr Ivassiouk, dont la découverte du corps pendu dans une forêt le 18 mai 1979 avait choqué toute la nation soviétique.
À la suite de la publication de cet article, la rédaction de Molod' Oukraïni reçoit de nombreux courriers de lecteurs soutenant ce projet de festival. L'idée reçoit également le soutien public de nombreux artistes ukrainiens, parmi lesquels Stanislav Telniouk, Dmytro Hnatiouk, Vassyl Zinkevytch, Dmytro Pavlytchko ou encore Nina Matvienko.
Quelques mois plus tard, le Komsomol ukrainien donne son accord de principe à la tenue du festival. Au cours de l'année 1988, le concept du festival est élaboré par les musiciens Taras Melnik, Kirilo Stetsenko, Anatoli Kalenitchenko et le poète Ivan Malkovitch.
S'il est dès le départ entendu que la première édition du festival doit se tenir à dans l'Oblast de Tchernivtsi, région dont est originaire Volodymyr Ivasyuk, des différends se font rapidement jour entre les organisateurs concernant les éditions suivantes. Ivan Lepsha défend becs et ongles l'idée de maintenir systématiquement le festival à Tchernivtsi, tandis que d'autres soutiennent au contraire l'importance d'en faire un événement itinérant, qui se déroulerait à chaque édition dans une nouvelle région d'Ukraine. C'est cette vision qui l'emporte, à laquelle Ivan Lepsha finit par se rallier.

## Editions

### 1989 - Tchernivtsi
La première édition du festival a lieu à Tchernivtsi du 17 au 24 septembre 1989.

### 1991 - Zaporijjia
L'édition 1991 du festival a lieu à Zaporojié du 8 au 18 août 1991,. Iryna Chynkarouk y a gagné le prix espoir'.

### 1993 - Donetsk
La troisième édition de Tchernova Routa se déroule à Donetsk du 29 mai au 6 juin 1993.

### 1995 - Crimée
En 1995, le festival Tchernova Routa s'installe en Crimée, à Sébastopol et à Simferopol du 13 mai au 4 juin.

### 1997 - Kharkiv
L'édition 1997 de Tchernova Routa a lieu à Kharkov du 27 avril au 11 mai. Le concert de clôture a lieu à Kiev sur la place Maïdan le 25 mai.

### 1999 - Dnipro
En 1999, le festival prend ses quartiers à Dnipro du 10 au 15 mai.

### 2001 à 2007 - Kiev
En 2001, 2003, 2005 et 2007, le festival reste à Kiev en raison de restrictions budgétaires, le déplacement dans d'autres villes et la logistique que cela représente étant trop coûteux pour les organisateurs.

### 2009 - Tchernivtsi
Pour sa onzième édition qui a lieu du 16 au 20 septembre 2009, le festival retourne à ses racines de Tchernivtsi où il était né 20 ans auparavant. Pour ce jubilé, les organisateurs mettent l'accent sur la musique folkorique ukrainienne et n'attribuent aucune première ou deuxième place à la musique et à la danse pop et contemporaines. Cette édition, qui marque également le 40e anniversaire de la chanson Tchernova Routa dont le festival tire son nom, est également l'occasion d'inaugurer une plaque commémorative en l'honneur de son compositeur Volodymyr Ivassiouk.

### 2011 et 2013 - Kiev
Les éditions 2011 (17-20 novembre) et 2013 (26-29 septembre) du festival ont à nouveau lieu à Kiev.

### 2015 et 2017 - Marioupol

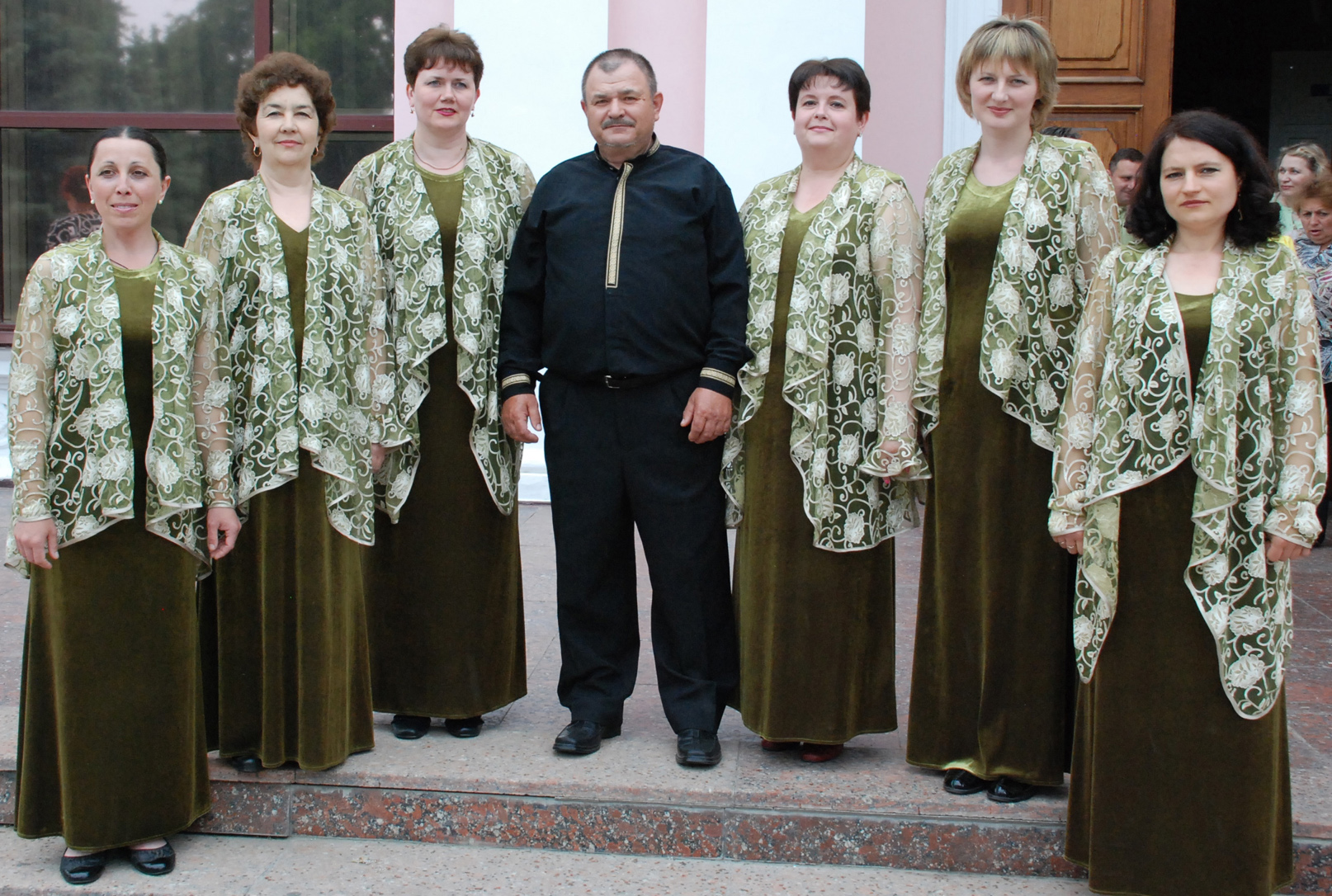
Le groupe Velvet (Оксамит) vainqueur de la catégorie groupe folklorique en 2017.

Les 14ème (18-20 septembre 2015) et 15ème (6-10 septembre 2017) éditions de Tchervona Routa se déroulent toutes deux à Marioupol.

### 2019 - Tchernivtsi
L'édition 2019 du festival a eu lieu à Tchernivtsi du 17 au 22 septembre 2019.

### 2025 - Lviv (à venir)
Retour du festival pour une 17ème édition qui aura lieu du 17 au 21 septembre 2025 à Lviv.